# Racoon
Racoon is een Nederlandse band die actief is sinds 1997. Ze werden bekend als een melodieuze rockgroep, maar legden zich in de loop der jaren vaker toe op singer-songwriter-achtig repertoire, met een prominente rol voor de akoestische gitaar. Hun grootste hits zijn Love you more (2005), No mercy (2011), Oceaan (2012) en Het is al laat toch (2020).

## Biografie

### Ontstaan
Voor Racoon zaten zanger Bart van der Weide en gitarist Dennis Huige in een hardrockgroep genaamd Vict'em. In 1996 besloten ze om te stoppen met de band. Dennis ging gitaar spelen en Bart schreef teksten op de muziek. Vanaf dat moment noemden ze zich Racoon en ze droegen drie liedjes bij aan de verzamel-cd Characters van het Nationaal Pop Instituut.
In 1997 kwam de eerste kennismaking met het akoestische duo met Bart als zanger en Dennis als gitarist. Binnen een paar maanden kwamen twee andere bandleden erbij: Stefan de Kroon (basgitaar) en Paul Bukkens (drums). Racoon bracht een demo uit met de naam It's an Ice Cream Day. Deze demo werd goed verkocht.
In 1999 speelde Racoon op het muziekfestival Noorderslag. Hierop kregen ze aanbiedingen van diverse platenmaatschappijen en ze tekenden bij het S.M.A.R.T.-label van platenmaatschappij Sony. In januari 2000 kwam het debuutalbum Till Monkeys Fly uit, geproduceerd door Michel Schoots (Urban Dance Squad). Binnen een paar maanden werd het nummer Feel Like Flying uitgeroepen tot Megahit op 3FM en speelde Racoon op Parkpop en Lowlands. Ook de tweede single Blue Days werd 3FM Megahit.
In de zomer van 2001 dook Racoon de studio in om een nieuw album op te nemen. Dertien nummers kwamen uiteindelijk op het album Here We Go, Stereo terecht. Voorafgaand werd de single Eric’s bar uitgebracht, een ode aan het café 'La Strada' te Goes dat wordt gerund door een goede vriend van de band.
In 2002 werd Racoon gevraagd mee te doen met de Marlboro Flashback Tour, een tournee waarin een bekende Nederlandse band liedjes covert. Racoon speelde nummers van Faith No More.

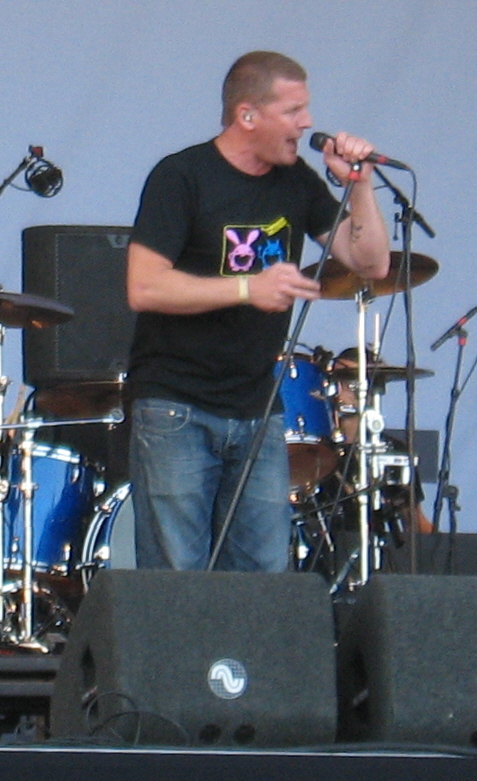
Bart van der Weide

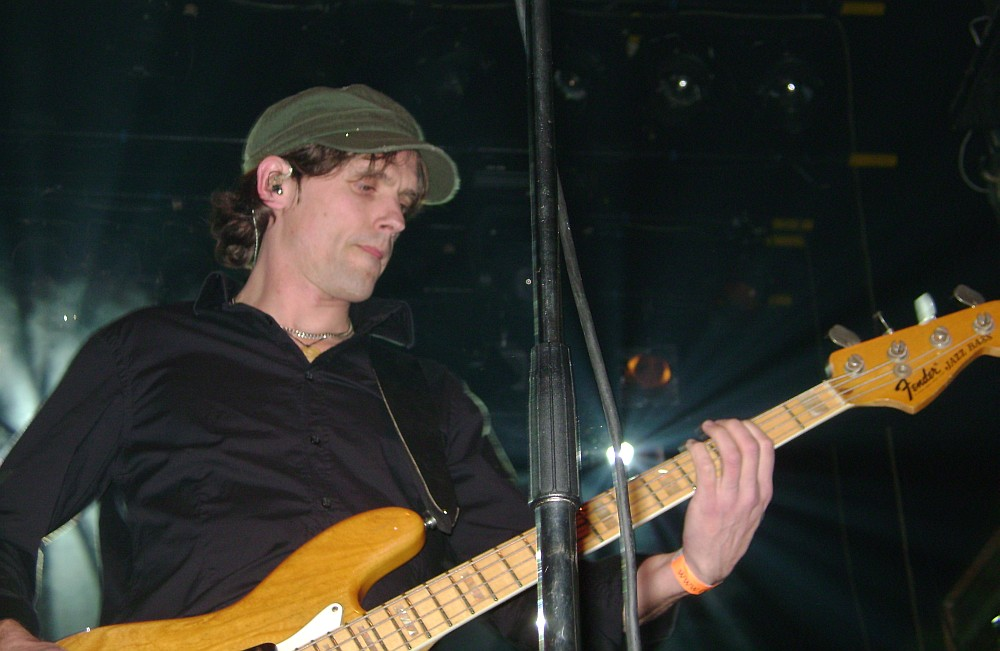
Stefan de Kroon

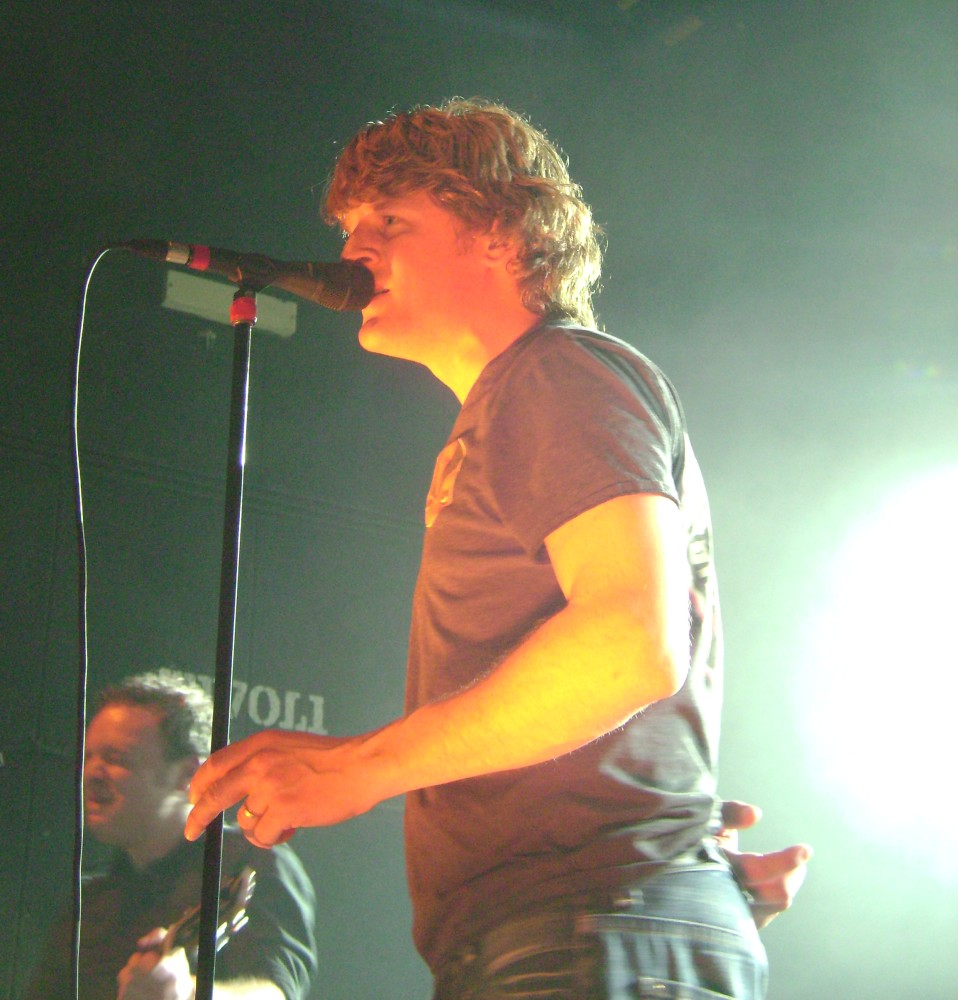
Live in Tivoli in 2008

### Doorbraak
In datzelfde jaar (2002) beëindigde Sony het contract met Racoon. Ze gingen op zoek naar een andere platenmaatschappij en bleven ondertussen op tournee gaan. Tijdens een uitzending bij 3FM sloot Racoon een contract met PIAS.
In 2004 produceerde Michel Schoots het derde album van Racoon, dat Another Day ging heten. Dit album kwam uit in april 2005 en stond ruim anderhalf jaar in de hitlijsten. Door dit album werd Racoon nog bekender in Nederland. Ook bracht dit album een van de grootste hits van Racoon, Love You More, voort. Andere singles van dit album zijn Happy Family, Laugh About It en Brother.
Omdat Love You More in 2005 de vaakst gedraaide single op radiozender 3FM was, werd deze in 2006 bekroond met de Schaal van Rigter.
In 2006 was Racoon een van de meest geboekte acts op de Nederlandse festivals. Op Pinkpop was de band te zien op het hoofdpodium. Het jaar werd afgesloten met een nagenoeg uitverkochte theatertournee. In januari 2007 was Racoon, net als het jaar daarvoor, te zien tijdens de concerten van De vrienden van Amstel LIVE in Ahoy, Rotterdam. Eind 2007 volgde de eerste tournee in de Verenigde Staten, waar de band bijna een maand lang het voorprogramma vormde van The Lemonheads.

### Het vervolg
In het voorjaar van 2008 verscheen het vierde album, getiteld Before You Leave. Het werd op 29 februari 2008 gepresenteerd in de trein en met een kort optreden in de hal van het centraal station van Utrecht. De eerste single van dit album, getiteld Lucky All My Life, kwam op 29 januari uit, maar was in de week daarvoor al uitgeroepen tot Megahit op 3FM. Met de bijbehorende videoclip had Racoon een wereldprimeur: de eerste interactieve videoclip (i-clip). Later werden de nummers Clean Again, Before You Leave en My Town nog uitgebracht als single, maar deze werden geen hit.
In maart 2011 kwam de single No Mercy uit, vooruitlopend op het album Liverpool Rain dat op 6 mei werd uitgebracht. Dit album werd geproduceerd door de Belgische producer Wouter Van Belle. In de videoclip van No Mercy speelt de Nederlandse professionele pokeraar en oud-hockeyspeelster Fatima Moreira de Melo mee. De single werd een grote hit in de zomer van 2011. In de maanden juni en juli kreeg het nummer de meeste airplay op de Nederlandse radio. Eind augustus kwam de tweede single uit, Took a Hit, die ook meteen Megahit was op 3FM. In november verscheen de derde single Don't Give Up the Fight. De opbrengst van deze single ging naar Stichting Jayden.
Voor de film Alles is familie uit 2012 schreef Racoon een Nederlandstalig nummer, getiteld Oceaan. Deze single werd een groot succes in de Nederlandse hitlijsten. De band gaf echter aan dat het eenmalig was dat ze een Nederlandstalig nummer maakten. In 2013 schreef Racoon het themanummer voor Serious Request, genaamd Shoes Of Lightning. Het zesde studioalbum All In Good Time verscheen in februari 2015. Dit album werd voorafgegaan aan de single Brick by Brick. Later verschenen nog de singles Guilty, Fun We Had en Young and Wise. Ook "Shoes of Lightning" is terug te vinden op dit album.
In 2017 bracht de band het album Look Ahead and See the Distance uit. Van deze plaat verschenen de singles Bring It On, Almost Made It en Soon. Aan het einde van dat jaar besloot bassist Stefan de Kroon met Racoon te stoppen. Hij werd vervangen door Maarten van Damme, een voormalig lid van de bands Abel en Rosemary's Sons.

### Nederlandstalig album
Hoewel de band eerder nog aangaf dat "Oceaan" hun enige Nederlandstalige nummer zou blijven, kwamen ze daar in 2020 van terug. In januari van dat jaar brachten ze namelijk de single Het is al laat toch uit. Het nummer werd de grootste hit ooit voor Racoon tot nu toe en overtrof alle Engelstalige singles. Toch kon de band vanwege de coronapandemie niet van dat succes genieten.  Het nummer werd opgevolgd door De echte vent.
Op 1 oktober 2021 verscheen het album Spijt is iets voor later, het eerste volledig Nederlandstalige album van Racoon. Voor zanger Bart van der Weide was het overlijden van zijn zus in 2016 de reden omaan een Nederlandstalig album te werken. Op dit album verschenen, naast "Het is al laat toch" en "De echte vent", ook Geef je hart niet zomaar weg en Tijd verliezen op single. In 2022 deed Racoon mee op de single Dans m'n ogen dicht van MEAU.

### Terugkeer naar Engelstalig
Op 31 augustus 2023 bracht de band voor het eerst in vijf jaar weer een Engelstalige single uit, genaamd Nickel for Goodbye. In 2024 verschenen de singles It's You or Me en The Ones We Seek. De nummers zijn terug te vinden op het album It Is What It Is, dat op 4 oktober 2024 uitkwam. Op het album keert Racoon weer volledig terug naar Engelstalige muziek. Volgens Bart van der Weide is Engels "de taal van de popmuziek". In maart 2025 kwam van dit album ook de single Bring Me My Horse uit.
In 2025 viert Racoon hun 25-jarig bestaan met een jubileumtournee door heel het land.

## Bandleden
De huidige bezetting van de band is als volgt:
- Bart van der Weide - zang, mondharmonica
- Dennis Huige - gitaar
- Maarten van Damme - basgitaar
- Paul Bukkens - drums

Extra muzikant live sinds halverwege 2006:
- Manu van Os - toetsen

Voormalig lid van de band:
- Stefan de Kroon - basgitaar (1997-2017)

## Prijzen
- In oktober 2011 ontving Racoon een Edison voor hun album Liverpool rain. 'Het lijkt zo eenvoudig maar Racoon is zo'n band die het schrijven van songs tot een kunstvorm promoveert', aldus de jury.
- Op 12 april 2012 won de band bij de 3FM Awards de prijs voor beste single met het nummer No mercy en de prijs voor beste album met Liverpool rain.
- Op 26 november 2012 ontving Racoon in het Beeld en Geluid te Hilversum de Gouden Harp, die werd uitgereikt door Auteursrechtenorganisatie Buma/Stemra.
- In 2013 ontvingen ze een 3FM Award voor Oceaan, naast dat ze deze prijs ook al ontvingen in de categorie "Beste Band" en "Beste Artiest Pop".
- In datzelfde jaar ontving men ook nog Rembrandtaward in de categorie "Beste filmhitsong".
- Op 12 januari 2013 werd de band tijdens festival Noorderslag uitgeroepen tot winnaar van de Popprijs 2012.
- Op 2 september 2013 ontvingen zij de Gouden Notekraker.
- Op 27 januari 2021 ontvingen ze de prijs voor de grootste hit van 2020 bij de Top 40 Awards van Q-music met hun nummer Het is al laat toch.
- In april 2022 ontvingen ze een Edison in de categorie Nederlandstalig voor hun album Spijt is iets voor later.[5]

## Trivia
Sinds 15 juli 2022 rijden de vuilniswagens in Goes, de thuisbasis van Racoon, rond met bekende tekstregels van de band, uit de liedjes ‘De echte vent’, ‘Het is al laat toch’, ‘Hee joh Jip’, ‘Geef je hart niet zomaar weg’ en ‘Laat mij maar blind zijn’.